# Copa Norte de Futebol de 2002
A Copa Norte de 2002 foi a sexta e última edição da competição de futebol realizada no Norte brasileiro. O grande campeão foi o Paysandu, que conquistou o seu primeiro título da competição vencendo o São Raimundo na decisão e garantindo uma vaga na Copa dos Campeões.

## Clubes Participantes
Do Acre
- Vasco da Gama

Do Amapá
- Independente
- São José

Do Amazonas
- Nacional
- Rio Negro
- São Raimundo

Do Maranhão
- Moto Club
- Sampaio Corrêa

Do Pará
- Paysandu
- Remo

Do Piauí
- Oeiras
- Ríver

De Rondônia
- Ji-Paraná
- União Cacoalense

De Roraima
- Atlético Roraimense
- Baré

## Regulamento
Os 16 clubes se dividiriam em quatro grupos de quatro clubes cada e os dois melhores classificados de cada grupo avançariam para a fase seguinte, onde se dividiriam em duas chaves de quatro clubes. O melhor de cada grupo disputaria a final. 
Todas as fases teriam jogos de ida e volta.

## Primeira Fase

### Classificação
Grupo A
| Classificação - Grupo A | Classificação - Grupo A | Classificação - Grupo A | Classificação - Grupo A | Classificação - Grupo A | Classificação - Grupo A | Classificação - Grupo A | Classificação - Grupo A | Classificação - Grupo A | Classificação - Grupo A |
| Time                    | Time                    | PG                      | J                       | V                       | E                       | D                       | GP                      | GC                      | SG                      |
| ----------------------- | ----------------------- | ----------------------- | ----------------------- | ----------------------- | ----------------------- | ----------------------- | ----------------------- | ----------------------- | ----------------------- |
| 1                       | Atlético Roraimense     | 12                      | 6                       | 4                       | 0                       | 2                       | 9                       | 6                       | +3                      |
| 2                       | São Raimundo            | 10                      | 6                       | 3                       | 1                       | 2                       | 13                      | 10                      | +3                      |
| 3                       | Rio Negro               | 9                       | 6                       | 3                       | 0                       | 3                       | 10                      | 13                      | -3                      |
| 4                       | Baré                    | 4                       | 6                       | 1                       | 1                       | 4                       | 6                       | 9                       | -3                      |

Grupo B
| Classificação - Grupo B | Classificação - Grupo B | Classificação - Grupo B | Classificação - Grupo B | Classificação - Grupo B | Classificação - Grupo B | Classificação - Grupo B | Classificação - Grupo B | Classificação - Grupo B | Classificação - Grupo B |
| Time                    | Time                    | PG                      | J                       | V                       | E                       | D                       | GP                      | GC                      | SG                      |
| ----------------------- | ----------------------- | ----------------------- | ----------------------- | ----------------------- | ----------------------- | ----------------------- | ----------------------- | ----------------------- | ----------------------- |
| 1                       | Paysandu                | 12                      | 6                       | 3                       | 3                       | 0                       | 11                      | 3                       | +8                      |
| 2                       | Remo                    | 11                      | 6                       | 3                       | 2                       | 1                       | 10                      | 6                       | +4                      |
| 3                       | Independente            | 7                       | 6                       | 2                       | 1                       | 3                       | 6                       | 14                      | -8                      |
| 3                       | São José                | 2                       | 6                       | 0                       | 2                       | 4                       | 4                       | 8                       | -4                      |

Grupo C
| Classificação - Grupo C | Classificação - Grupo C | Classificação - Grupo C | Classificação - Grupo C | Classificação - Grupo C | Classificação - Grupo C | Classificação - Grupo C | Classificação - Grupo C | Classificação - Grupo C | Classificação - Grupo C |
| Time                    | Time                    | PG                      | J                       | V                       | E                       | D                       | GP                      | GC                      | SG                      |
| ----------------------- | ----------------------- | ----------------------- | ----------------------- | ----------------------- | ----------------------- | ----------------------- | ----------------------- | ----------------------- | ----------------------- |
| 1                       | Ríver                   | 14                      | 6                       | 4                       | 2                       | 0                       | 12                      | 6                       | +6                      |
| 2                       | Moto Club               | 8                       | 6                       | 2                       | 2                       | 2                       | 10                      | 8                       | +2                      |
| 3                       | Sampaio Corrêa          | 6                       | 6                       | 1                       | 3                       | 2                       | 7                       | 8                       | -1                      |
| 3                       | Oeiras                  | 4                       | 6                       | 1                       | 1                       | 4                       | 3                       | 10                      | -7                      |

Grupo D
| Classificação - Grupo D | Classificação - Grupo D | Classificação - Grupo D | Classificação - Grupo D | Classificação - Grupo D | Classificação - Grupo D | Classificação - Grupo D | Classificação - Grupo D | Classificação - Grupo D | Classificação - Grupo D |
| Time                    | Time                    | PG                      | J                       | V                       | E                       | D                       | GP                      | GC                      | SG                      |
| ----------------------- | ----------------------- | ----------------------- | ----------------------- | ----------------------- | ----------------------- | ----------------------- | ----------------------- | ----------------------- | ----------------------- |
| 1                       | Ji-Paraná               | 11                      | 6                       | 3                       | 2                       | 1                       | 13                      | 7                       | +6                      |
| 2                       | Nacional                | 10                      | 6                       | 3                       | 1                       | 2                       | 10                      | 6                       | +4                      |
| 3                       | União Cacoalense        | 7                       | 6                       | 1                       | 4                       | 1                       | 10                      | 14                      | -4                      |
| 3                       | Vasco da Gama           | 3                       | 6                       | 0                       | 3                       | 3                       | 6                       | 12                      | -6                      |

## Segunda Fase

### Classificação
Grupo E
| Classificação - Grupo E | Classificação - Grupo E | Classificação - Grupo E | Classificação - Grupo E | Classificação - Grupo E | Classificação - Grupo E | Classificação - Grupo E | Classificação - Grupo E | Classificação - Grupo E | Classificação - Grupo E |
| Time                    | Time                    | PG                      | J                       | V                       | E                       | D                       | GP                      | GC                      | SG                      |
| ----------------------- | ----------------------- | ----------------------- | ----------------------- | ----------------------- | ----------------------- | ----------------------- | ----------------------- | ----------------------- | ----------------------- |
| 1                       | São Raimundo            | 13                      | 6                       | 4                       | 1                       | 1                       | 14                      | 8                       | +6                      |
| 2                       | Ji-Paraná               | 10                      | 6                       | 3                       | 1                       | 2                       | 9                       | 8                       | +1                      |
| 3                       | Nacional                | 6                       | 6                       | 1                       | 3                       | 2                       | 9                       | 9                       | 0                       |
| 4                       | Atlético Roraimense     | 4                       | 6                       | 1                       | 1                       | 4                       | 8                       | 15                      | -7                      |

Grupo F
| Classificação - Grupo F | Classificação - Grupo F | Classificação - Grupo F | Classificação - Grupo F | Classificação - Grupo F | Classificação - Grupo F | Classificação - Grupo F | Classificação - Grupo F | Classificação - Grupo F | Classificação - Grupo F |
| Time                    | Time                    | PG                      | J                       | V                       | E                       | D                       | GP                      | GC                      | SG                      |
| ----------------------- | ----------------------- | ----------------------- | ----------------------- | ----------------------- | ----------------------- | ----------------------- | ----------------------- | ----------------------- | ----------------------- |
| 1                       | Paysandu                | 12                      | 6                       | 4                       | 0                       | 2                       | 12                      | 6                       | +6                      |
| 2                       | Remo                    | 10                      | 6                       | 3                       | 1                       | 2                       | 7                       | 6                       | +1                      |
| 3                       | Moto Club               | 7                       | 6                       | 2                       | 1                       | 3                       | 6                       | 7                       | -1                      |
| 4                       | River                   | 5                       | 6                       | 1                       | 2                       | 3                       | 5                       | 11                      | -6                      |

### Final
| Time 1       | Total | Time 2   | ida | volta |
| ------------ | ----- | -------- | --- | ----- |
| São Raimundo | 0-4   | Paysandu | 0-1 | 0-3   |

| Campeão do Norte de 2002     |
| ---------------------------- |
| PAYSANDU Campeão (1º título) |